# Ahigal de Villarino
Ahigal de Villarino is een gemeente in de Spaanse provincie Salamanca in de regio Castilië en León met een oppervlakte van 24,11 km². Ahigal de Villarino telt 40 inwoners (1 januari 2016).

## Demografische ontwikkeling
Bron: INE, 1857-2011: volkstellingen